# Peter Koech
Peter Koech (nacido el 18 de febrero de 1958) es un atleta keniano retirado.

## Palmarés internacional
Medalla de plata de los 3000 metros con obstáculos en los Juegos Olímpicos de Seúl 1988. Un año antes, en los Juegos Panafricanos de 1987 que se celebraron en Nairobi, había sido tercero en los 5000 metros.
En 1989 batió el récord mundial de los 3000 metros obstáculos con una marca de 8:05.35, récord que conservó hasta 1992, cuando fue superado por Moses Kiptanui.